# Mawlud Mukhlis
Mawlud Mukhlis (en arabe : مولود مخلص), né à Mossoul en 1886 et mort à Beyrouth au Liban en 1951, est un nationaliste arabe, militaire et homme politique irakien. Il dirige la Chambre des députés d'Irak de décembre 1937 à novembre 1941.

## Biographie
Il rejoint Al-'Ahd en 1914–15, commande la cavalerie ottomane à la bataille de Shaiba et au siège de Kut, et est ensuite arrêté par les Ottomans pour espionnage au profit de la Grande-Bretagne. Après avoir échappé à l'arrestation, il rejoint la révolte arabe.
Il défend avec succès Wadi Moussa lorsque les forces turques sous le commandement de Mehmed Djemal Pacha l'attaquent le 21 octobre 1917, lors de la bataille de Wadi Moussa,.
Il devient plus tard aide de camp de Fayçal pendant la période du Royaume arabe de Syrie. En 1919-1920, il devient gouverneur de Zor occupé.
Il participe à la révolte irakienne de 1920 contre les Britanniques, est gouverneur de Karbala en 1923 et a été nommé au Sénat irakien par le roi Fayçal en 1925. Il remporte un siège au parlement lors des élections parlementaires irakiennes de 1936-1937, puis de nouveau en 1939 et 1943.